# Sumbercanting (Botolinggo)
Sumbercanting is een bestuurslaag in het regentschap Bondowoso van de provincie Oost-Java, Indonesië. Sumbercanting telt 4054 inwoners (volkstelling 2010).